# Phreatia
Phreatia är ett släkte av orkidéer. Phreatia ingår i familjen orkidéer.

## Bildgalleri

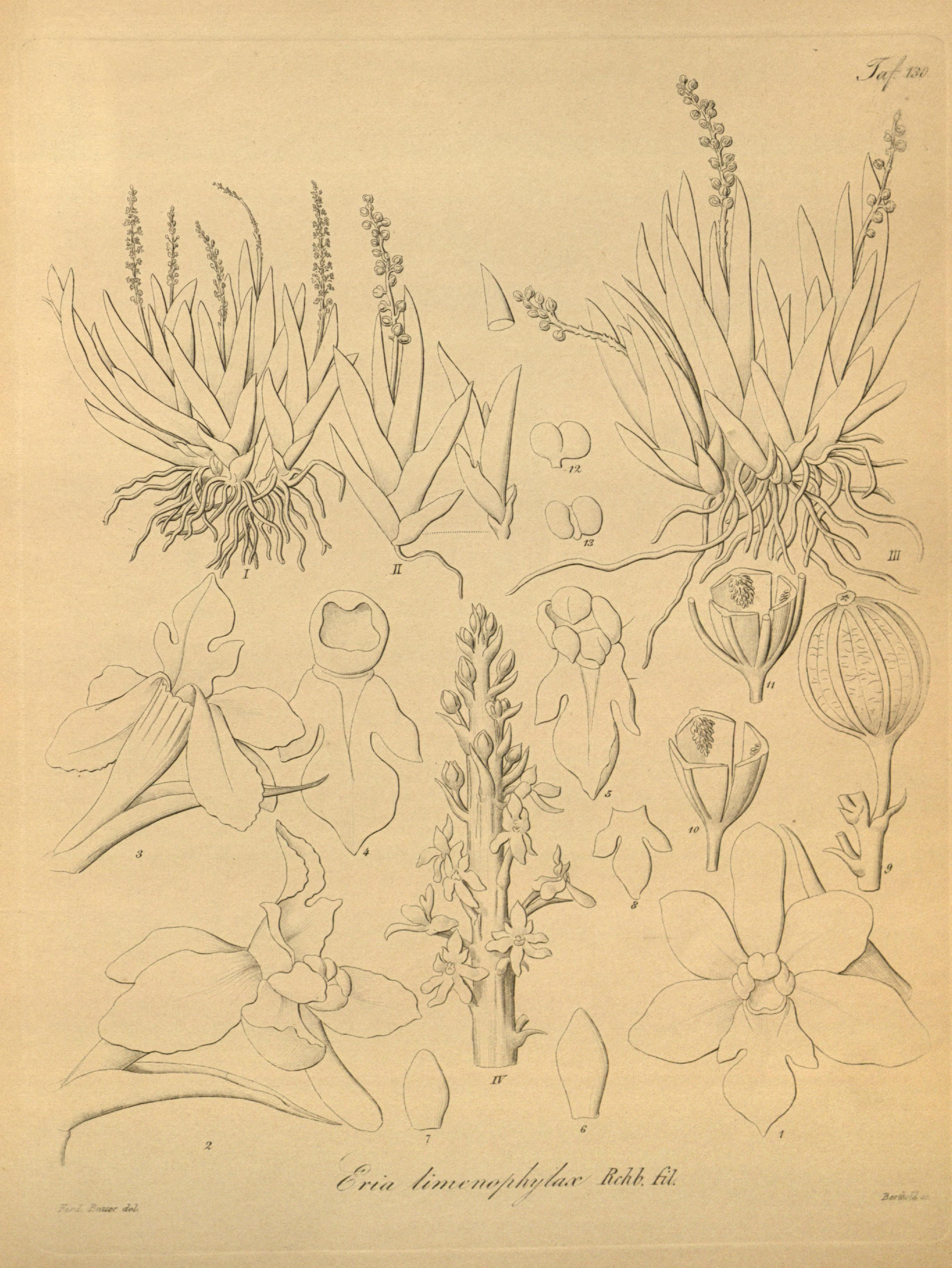

## Dottertaxa tillPhreatia, i alfabetisk ordning[1]
- Phreatia acuminata
- Phreatia albiflora
- Phreatia albofarinosa
- Phreatia alpina
- Phreatia altigena
- Phreatia amabilis
- Phreatia amesii
- Phreatia angustifolia
- Phreatia aristulifera
- Phreatia asciiformis
- Phreatia beiningiana
- Phreatia bicallosa
- Phreatia bicostata
- Phreatia biechinata
- Phreatia bigibbosa
- Phreatia bigibbula
- Phreatia bismarckiensis
- Phreatia brachyphylla
- Phreatia brachyphyton
- Phreatia brachystachys
- Phreatia bracteata
- Phreatia brevicaulis
- Phreatia brevis
- Phreatia breviscapa
- Phreatia bulbophylloides
- Phreatia caespitosa
- Phreatia calcarata
- Phreatia canaliculata
- Phreatia carolinensis
- Phreatia caudata
- Phreatia caudiflora
- Phreatia caulescens
- Phreatia chionantha
- Phreatia coelonychia
- Phreatia collina
- Phreatia concinna
- Phreatia constricta
- Phreatia crassifolia
- Phreatia crassiuscula
- Phreatia crinonioides
- Phreatia cryptostigma
- Phreatia cucullata
- Phreatia cylindrostachya
- Phreatia deltoides
- Phreatia dendrochiloides
- Phreatia dendrophylax
- Phreatia densiflora
- Phreatia densispica
- Phreatia densissima
- Phreatia dischorensis
- Phreatia djamuensis
- Phreatia dulcis
- Phreatia elata
- Phreatia elegans
- Phreatia elongata
- Phreatia falcata
- Phreatia finisterrae
- Phreatia flaccida
- Phreatia flavovirens
- Phreatia formosana
- Phreatia foveata
- Phreatia ganggapensis
- Phreatia gillespiei
- Phreatia gladiata
- Phreatia goliathensis
- Phreatia goodspeediana
- Phreatia govidjoae
- Phreatia gracilis
- Phreatia grandiflora
- Phreatia habbemae
- Phreatia hollandiana
- Phreatia hypsorrhynchos
- Phreatia imitans
- Phreatia infundibuliformis
- Phreatia iridifolia
- Phreatia jadunae
- Phreatia jayaweerae
- Phreatia kanehirae
- Phreatia kaniensis
- Phreatia kempfii
- Phreatia kempteri
- Phreatia keysseri
- Phreatia klabatensis
- Phreatia klossii
- Phreatia koordersii
- Phreatia kusaiensis
- Phreatia ladronica
- Phreatia lasioglossa
- Phreatia latipetala
- Phreatia laxa
- Phreatia laxiflora
- Phreatia leioglossa
- Phreatia leptophylla
- Phreatia leucostachya
- Phreatia limenophylax
- Phreatia linearifolia
- Phreatia linearis
- Phreatia listeri
- Phreatia listrophora
- Phreatia longibractea
- Phreatia longibracteata
- Phreatia longicaulis
- Phreatia longimentum
- Phreatia loriae
- Phreatia louisiadum
- Phreatia luzoniensis
- Phreatia macra
- Phreatia masarangica
- Phreatia matthewsii
- Phreatia maxima
- Phreatia mearnsii
- Phreatia mentosa
- Phreatia micholitzii
- Phreatia micrantha
- Phreatia microphyton
- Phreatia microtatantha
- Phreatia millikenii
- Phreatia minahassae
- Phreatia minima
- Phreatia modesta
- Phreatia moluccana
- Phreatia monticola
- Phreatia morii
- Phreatia muscicola
- Phreatia myriantha
- Phreatia navicularis
- Phreatia nebularum
- Phreatia negrosiana
- Phreatia nutans
- Phreatia oreogena
- Phreatia oreophylax
- Phreatia oxyantheroides
- Phreatia pacifica
- Phreatia padangensis
- Phreatia palawensis
- Phreatia paleata
- Phreatia palmifrons
- Phreatia papuana
- Phreatia pentagona
- Phreatia petiolata
- Phreatia pholidotoides
- Phreatia phreatioides
- Phreatia pisifera
- Phreatia plagiopetala
- Phreatia plantaginifolia
- Phreatia platychila
- Phreatia platyclinoides
- Phreatia pleistantha
- Phreatia plexauroides
- Phreatia polyantha
- Phreatia potamophila
- Phreatia procera
- Phreatia protensa
- Phreatia pseudothompsonii
- Phreatia pulchella
- Phreatia pumilio
- Phreatia pusilla
- Phreatia quadrata
- Phreatia quinquelobulata
- Phreatia ramosii
- Phreatia renilabris
- Phreatia repens
- Phreatia resiana
- Phreatia rhomboglossa
- Phreatia rotundata
- Phreatia rupestris
- Phreatia ryozoana
- Phreatia saccifera
- Phreatia sarasinorum
- Phreatia scandens
- Phreatia scaphioglossa
- Phreatia schoenorchis
- Phreatia seleniglossa
- Phreatia semiorbicularis
- Phreatia seranica
- Phreatia similis
- Phreatia simplex
- Phreatia sinadjiensis
- Phreatia sororia
- Phreatia spathilabia
- Phreatia spathulata
- Phreatia sphaerocarpa
- Phreatia stenophylla
- Phreatia stenostachya
- Phreatia stipulata
- Phreatia stresemannii
- Phreatia subalpina
- Phreatia subcrenulata
- Phreatia sublata
- Phreatia subsaccata
- Phreatia subsacculata
- Phreatia subtriloba
- Phreatia sulcata
- Phreatia sumatrana
- Phreatia tahitensis
- Phreatia taiwaniana
- Phreatia tenuis
- Phreatia thompsonii
- Phreatia tjibodasana
- Phreatia transversiloba
- Phreatia trilobulata
- Phreatia urostachya
- Phreatia vaginata
- Phreatia valida
- Phreatia vanimoana
- Phreatia vanoverberghii
- Phreatia vanuatensis
- Phreatia wariana
- Phreatia wenzelii
- Phreatia virescens
- Phreatia xantholeuca